# Loaded (revista argentina)
Loaded fue una revista argentina de videojuegos que proveía noticias, reviews, previews y otras informaciones sobre videojuegos. Parte de su popularidad se la debe al segmento que disponían en el programa de radio Cuál es? (Rock & Pop 95.9MHz), conducido por Mario Daniel Pergolini. En octubre de 2007 lanzaron su sitio web oficial, loaded.vg, el cual en 2013 fue relanzado bajo el nombre de malditosnerds.com, el cual contiene noticias, previews, reviews, videos, foros y blogs de los redactores de la revista. El sitio se actualiza diariamente y ofrece mucho contenido que no se encuentra en la revista, además de su programa de radio en FM Vorterix 92.1 o en vorterix.com de lunes a viernes de 16 a 18 horas.

## Historia
La historia de Loaded se remonta hasta el año 1997. Por ese año, en noviembre, salía a la calle la publicación mensual XTREME PC, editada por GRUPO 4 que era conformado -entre otros- por Maximiliano Diego Peñalver ahora conocido como Maxi y antes como Katano Bill, Martín “El Marto”  Varsano, Guillermo Belzitti y Gastón Enrichetti -ahora trabajando como corresponsal en la revista Irrompibles-.
La revista fue creciendo e incorporando nuevos colaboradores entre ellos un muy conocido de la revista Diego "Tío Erwin" Bournot quien debutó en dicha revista con las soluciones del Commandos en la revista Nº11.
Cuando la revista cumplía un año aproximadamente, Guillermo Belzitti decidió irse de la publicación para una otra revista de cómics llamada Mutant Generation.
Luego de establecerse dentro del mercado de revistas que hablaban de juegos de PC el paso natural fue lanzar a la calle una revista que se centrara exclusivamente en los juegos de consolas. De este modo nació Next Level,  para muchos el antecedente directo de la revista Loaded.
Posteriormente la editorial cambió su nombre a Power Play y empezó con la edición de Nuke, revista centrada en el manga y anime, donde hicieron su aparición futuros redactores de Loaded como Patricio Land conocido como Patolan, o Cesar Pereyra alias Serpiente Oiler.
Esta editorial fue la primera de Argentina en cubrir la famosa E3 en el año 1998 y, por su masificación, llegó a ocupar un espacio importante en el programa Cuál es? cubriendo las E3 posteriores en directo y colaborar en la sección correspondiente en la página de Datafull. Hoy en día el espacio de la radio es ocupado también por Maximiliano Peñalver.
Con la crisis económica de la Argentina en 2001, la editorial Power Play sufrió serios problemas. Ante esta situación de incertidumbre la revista detuvo su salida mensual en enero de  2002, cuando un gran malestar puertas adentro de la empresa produjo la ida de gran parte de los redactores que hoy integran la revista Irrompibles y la toma de las riendas de los que quedaron.
Así Diego Bournot se hizo cargo de la editorial después de un gran parate en la salida de las publicaciones de la misma, no solo con cambios estéticos en la publicación sino también con la incorporación de gente que terminaría estando presente en Loaded. La situación en el país no mejoraba y la revista comenzó a salir en forma esporádica hasta que la editorial cerró definitivamente sus puertas en abril de 2003.
Luego de un prolongado parate, muchos de los exintegrantes de Power Play hicieron volvieron a decir presente con el primer número de Revista Loaded, lanzado en mayo de 2004 a través de la nueva editorial Swimming With Sharks, que luego pasaría a llamarse Grupo MDP.

## Sitio web
Al comienzo, tenía una página dedicada en su mayoría a la revista. Cuando cambiaron de publicador, la página fue dejada en desuso para dar comienzo a la nueva. Así fue como en octubre de 2007 abrieron su actual sitio donde se pueden encontrar las últimas noticias sobre videojuegos, previews, reviews, guías y trucos, downloads de demos, parches, etc., videos, como trailers, videos reviews, previews y gameplays, foros y blogs de algunos redactores. El 13 de agosto de 2008 la página sufrió un cambio de diseño. La página se caracteriza por ofrecer nuevos videos exclusivos de forma periódica, grabados por la gran mayoría del personal de la revista, así como un Podcast donde los redactores suelen debatir sobre los acontecimientos más recientes de la industria. La mayor parte del contenido diario de la web (noticias, previews y reviews) está a cargo de Fareh, 666 y, eventualmente, los otros integrantes de la gran revista. En 2013 la página cambió de nombre a malditosnerds.com, nombre del actual programa de radio que se emite por Vorterix Rock de Buenos Aires (92.1 MHz) de lunes a viernes de 19:00Hs a 21:00Hs, sufriendo también así un gran rediseño de la misma. Allí los redactores postean noticias diariamente así también secciones como: Top 10, Agusfuertes, Argentinos por su joystick y Gratarolagrama, La publicación semanal de Bits & Bites ( Publicada por Megawacky Max), Videoanalisis , Tráileres y Lets Play.
De lunes a viernes se transmiten en sus tres emisiones diarias a las 13:00, 15:00 y 17:00 Game Raiders donde algunos redactores de la revista se transmiten a ellos mismos jugando algunos de los más recientes títulos del mercado.

## La revista
La revista era lanzada todos los meses. En cada edición estában las noticias más recientes de cuando se publicó la revista, así como artículos sobre los juegos más esperados y previews y reviews de juegos de las siguientes consolas: PlayStation 3, Xbox 360, Wii U, 3DS, PS Vita, PS4, Xbox One, así como de PC y celulares. Además, habian artículos sobre merchandising relacionado con videojuegos y eventos importantes. 

## Redactores

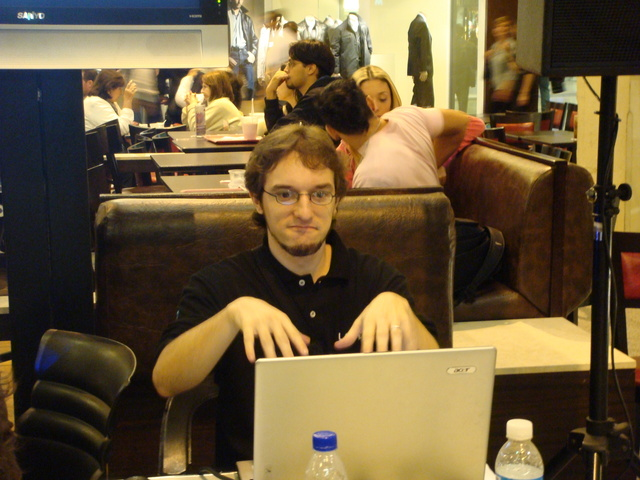
Rockman.

Cada uno de los redactores tiene un seudónimo o nick que utilizan en la revista, en el podcast y en los foros. Los redactores y/o diagramadores son:
| Seudónimo          | Nombre               |
| ------------------ | -------------------- |
| Rockman            | Facundo Mounes       |
| Tío Erwin          | Diego Bournot        |
| 666                | Leandro Días         |
| Katano Bill o Maxi | Maximiliano Peñalver |
| Nigromante         | Alejandro Nigro      |
| Largo Embargo      | Daniel Herbón        |
| VDylan             | Victor Gueller       |
| Gon-Taise          | Gonzalo Ballina      |
| Rippy              | Mariano Rizza        |
| Serpiente Oiler    | Cesar Pereyra        |
| Patolan            | Patricio Land        |
| Siskosilber        | Damián Silberstein   |
| Fichinescu         | Ignacio Esains       |
| MegaWacky Max      | Maximiliano Baldo    |

## Reviews y sistema de rankings
| Rango   | Descripción |
| ------- | ----------- |
| 1 - 2,9 | Aberrante   |
| 3 – 4,9 | Malo        |
| 5 – 5,9 | Regular     |
| 6 – 6,9 | Bueno       |
| 7 – 7,9 | Muy Bueno   |
| 8 – 8,9 | Excelente   |
| 9 – 10  | Legendario  |

Hasta el número 36, todos los juegos tenían un puntaje con puntos decimales; a partir del número 37, y con la apertura de Loaded.vg, los puntajes de los juegos empezaron a tener incrementos de 0,5 en vez de 0,1, para enfocarse más en las reviews en sí en vez del puntaje.
Varios , aunque no muchos juegos, han obtenido un 10: The Orange Box, Super Mario Galaxy, Grand Theft Auto 4, Metal Gear Solid 4: Guns of the Patriots, Shin Megami Tensei: Persona 4, Killzone 2, Grand Theft Auto: Chinatown Wars, Red Dead Redemption , 9 Hours 9 Persons 9 Doors, Catherine, The Binding of Isaac, The Elder Scrolls V: Skyrim, Uncharted 3: La Traición de Drake, Mass Effect 3, The Last Of Us , Hotline Miami , Borderlands 2:Tiny Tina's Assault on Dragon Keep , Grand Theft Auto V y Rayman Legends
Por otra parte, los puntajes más bajos han sido (en orden ascendiente): Ride To Hell: Retribution, The Apprentice, 0,1 (PC, Loaded #22); Leisure Suit Larry: Box Office Burst, 1 (PC/PS3/Xbox360, Loaded #57), Crazy Frog Racer, 1,1 (PC/PS2, Loaded #21) y Rogue Warrior, 1 (PC/PS3/Xbox360, Loaded #66). Pero en la videoreview de Showtime Championship Boxing el redactor Rockman dejó en claro que ese juego era aún peor que Jenga, juego que obtuvo un puntaje de 1,5 pero no le asignó ningún puntaje (Aunque eso lo dejaría en un puntaje de 0,5 o 0) siendo realmente un juego horripilante.

## Premios Loaded
Cada año, la revista Loaded tenia una serie de premios en los que elegían lo mejor, lo peor y lo más decepcionante del año.

### Premios Loaded 2008
| Premio                       | Ganador                                             | Nominados                                                                                                |
| ---------------------------- | --------------------------------------------------- | --- |
| Mejores gráficos             | Gran Turismo 5 Prologue                             | - Gears of War 2 - Metal Gear Solid 4: Guns of the Patriots                                              |
| Mejor dirección de arte      | Prince of Persia                                    | - Little Big Planet - No More Heroes                                                                     |
| Mejor banda sonora           | Fallout 3                                           | - Super Street Fighter II: Turbo HD Remix - Metal Gear Solid 4: Guns of the Patriots                     |
| Mejor multiplayer            | Left 4 Dead                                         | - Mario Kart Wii - FIFA 09                                                                               |
| Juego más innovador          | Echochrome                                          | - Little Big Planet - Boom Blox                                                                          |
| Mejor sonido                 | Gran Turismo 5 Prologue                             | - Dead Space - Fallout 3                                                                                 |
| Mejor historia               | Metal Gear Solid 4: Guns of the Patriots            | - The World Ends with You - Shin Megami Tensei: Persona 4                                                |
| Juego Revelación del año     | Dead Space                                          | - Shin Megami Tensei: Persona 4 - Echochrome                                                             |
| Mejores actuaciones de voz   | Metal Gear Solid 4: Guns of the Patriots            | - Call of Duty: World at War - Dead Space                                                                |
| Mejor control                | No More Heroes                                      | - FIFA 09 - Boom Blox                                                                                    |
| Mejor ambientación           | Siren: Blood Curse                                  | - Dead Space - Fallout 3                                                                                 |
| Mejor secuela                | Metal Gear Solid 4: Guns of the Patriots            | - Fable II - Grand Theft Auto IV                                                                         |
| Mejor juego de PC            | Fallout 3                                           | - Sins of a Solar Empire - Left 4 Dead                                                                   |
| Mejor juego de consola       | Metal Gear Solid 4: Guns of the Patriots            | - Fable II - Devil May Cry 4                                                                             |
| Mejor juego de portátiles    | Crisis Core: Final Fantasy VII                      | - Professor Layton and the Curious Village - Castlevania: Order of Ecclesia                              |
| Mejor remake                 | Space Invaders Extreme                              | - Final Fantasy IV DS - Bionic Commando Rearmed                                                          |
| Mejor protagonista masculino | Old Snake, Metal Gear Solid 4: Guns of the Patriots | - Professor Layton, Professor Layton and the Curious Village - Zack Fair, Crisis Core: Final Fantasy VII |
| Mejor protagonista femenino  | Shanoa, Castlevania: Order of Ecclesia              | - Lara Croft, Tomb Raider: Underworld - Ivy, Soulcalibur IV                                              |
| Mejor personaje secundario   | El perro, Fable II                                  | - Otacon, Metal Gear Solid 4: Guns of the Patriots - Roman Bellic, Grand Theft Auto IV                   |
| Mejores cinemáticas          | Metal Gear Solid 4: Guns of the Patriots            | - Crisis Core: Final Fantasy VII - Gears of War 2                                                        |
| Decepción del año            | Rise of the Argonauts                               | - The Last Remnant - Alone in the Dark                                                                   |
| Peor juego del año           | Don King Presents: Prizefighter                     | - Deca Sports - Sonic Unleashed                                                                          |
| Juego del año                | Metal Gear Solid 4: Guns of the Patriots            | - Fallout 3 - Grand Theft Auto IV                                                                        |

### Premios Loaded 2009
| Premio                                                   | Ganador                              | Nominados |
| -------------------------------------------------------- | ------------------------------------ | --- |
| Top 5 de Rockman                                         | Bayonetta                            | - New Super Mario Bros. Wii - Braid - The Beatles: Rock Band - Henry Hatsworth in the Puzzling Adventure                                                                           |
| Los diez mejores títulos que nadie jugó por ser para Wii | Deadley Creatures                    | - Muramasa: The Demon Blade - Punch-Out!! - MadWorld - Pro Evolution Soccer 2009 - Boom Blox Bash Party - Little King's Story - Dead Space: Extraction - Rabbids Go Home - F1 2009 |
| Los ocho mejores juegos que vamos a ver en el 2010       | No One Lives Forever 3               | - Grim Fandango 2 - Sly Cooper PS3 - Super Smash Bros DS - Pilotwings Wii - Half-Life 3 - Kameo 2 - Uno bueno de Superman                                                          |
| Top 5 de Fareh                                           | FIFA 10                              | - Plants vs. Zombies - Braid - Mario & Luigi: Bowser's Inside Story - Forza Motorsport 3                                                                                           |
| Premio a la decepción                                    | Fuel                                 | - |
| Premio al tapado                                         | UFC 2009 Undisputed                  | - |
| Premio a los que aburrieron                              | - Guitar Hero - Rock Band            | - |
| Top 5 de Siskosilber                                     | Uncharted 2: Among Thieves           | - Batman: Arkham Asylum - MadWorld - Henry Hatsworth in the Puzzling Adventure - The Beatles: Rock Band                                                                            |
| El que no defraudó                                       | Killzone 2                           | - |
| La inmundicia de 2009                                    | Raven Squad: Operation Hidden Dagger | - |
| Le pongo una fichita a...                                | Castlevania: Lords of Shadow         | - |
| Top 5 de Erwin                                           | Assassin's Creed II                  | - Call of Duty: Modern Warfare - Halo Wars - Halo 3: ODST - Borderlands |
| El tapado del año                                        | Plants vs. Zombies                   | - |
| El peor juego del año                                    | Stalin vs. Martians                  | - |
| Top 5 de Nigromante                                      | Dragon Age: Origins                  | - Assassin's Creed II - Uncharted 2 - Dissidia: Final Fantasy - Plants vs. Zombies                                                                                                 |
| Sagas que más pudrieron este año                         | - Guitar Hero - Rock Band            | - |
| Top 5 de 666                                             | Dragon Age: Origins                  | - Uncharted 2: Among Thieves - Demon's Souls - Batman: Arkham Asylum - Grand Theft Auto: Chinatown Wars                                                                            |
| La decepción del año                                     | Pro Evolution Soccer 2010            | - |
| Revelación del Año                                       | Muramasa: The Demon Blade            | - |

## Loaded Books

### Winning Eleven - La guía definitiva
Winning Eleven - La guía definitiva es un libro editado por Loaded en diciembre del 2007. En él se muestran distintas estrategias de juego, tablas de movimientos especiales, consejos para jugar la Master League y otras ayudas para ser aplicadas en el juego Winning Eleven o Pro Evolution Soccer. Ha sido un éxito de ventas (más de 10000 ejemplares solo en Argentina), por lo que recientemente ha salido al mercado una actualización. 

### 220 Juegos
220 Juegos es un libro que consiste en un gran compendio de trucos, curiosidaded y datos para distintos videojuegos de la consola PlayStation 2, que fue lanzado a fines de abril de 2008.

### Los Mejores Juegos de La Historia (2000-2008)
Los Mejores Juegos de La Historia (2000-2008) es un libro que resume las características de los 101 mejores videojuegos lanzados para todas las plataformas desde el año 2000 hasta el 2008, año de su publicación. 

### Los Sims 2: La Guía Definitiva
Los Sims 2: La Guía Definitiva es un libro que sigue la temática de Winning Eleven - La Guía Definitiva, pero basado enteramente en Los Sims 2. Esta publicación contiene diversos consejos y estrategias sobre importantes secciones del juego, aunque han aclarado que por cuestiones de espacio se dejaron de lado las novedades incorporadas en las expansiones.

### GTA IV: La Guía Definitiva
GTA IV: La Guía Definitiva es un libro con todos los secretos de Liberty City ( ubicación de palomas, saltos, armas ocultas, lugares de interés ) reunidos en un completo mapa de la ciudad, que tiene en su reverso un póster del juego. En el libro pueden encontrarse consejos sobre las misiones, multiplayer y otros aspectos para disfrutar al máximo de este sanbox que hizo tan famoso a Rockstar.

### Assassin`s Creed , La Trilogía de Ezio: La Guía Definitiva
Assassin`s Creed , La Trilogía de Ezio: La Guía Definitiva es un libro con todas los trucos, secretos, mapas soluciones de las 3 entregas de Assassin's Creed protaginizadas por Ezio Auditore.

## Loaded presenta
| Título                                        | Desarrollador          | Distribuidora              | Clasificación por edades (Según ley 26.043) |
| --------------------------------------------- | ---------------------- | -------------------------- | ------------------------------------------- |
| Cars 2                                        | Avalanche Software     | Disney Interactive Studios | Apto para todo público                      |
| Diablo II                                     | Blizzard North         | Blizzard Entertainment     | Apto para mayores de 18 años                |
| Diablo II: Lord of Destruction                | Blizzard North         | Blizzard Entertainment     | Apto para mayores de 18 años                |
| Disney Universe                               | Eurocom                | Disney Interactive Studios | Apto para todo público                      |
| El Rock de tu Vida                            | Loaded                 | Loaded                     | Apto para todo público                      |
| Lego Pirates of the Caribbean: The Video Game | Traveller's Tales      | Disney Interactive Studios | Apto para todo público                      |
| StarCraft Anthology                           | Blizzard Entertainment | Blizzard Entertainment     | Apto para mayores de 18 años                |
| Trine                                         | Frozenbyte             | Frozenbyte                 | Apto para todo público                      |
| Warcraft III: Reign of Chaos                  | Blizzard Entertainment | Blizzard Entertainment     | Apto para mayores de 13 años                |
| Warcraft III: The Frozen Throne               | Blizzard Entertainment | Blizzard Entertainment     | Apto para mayores de 13 años                |

## Eventos

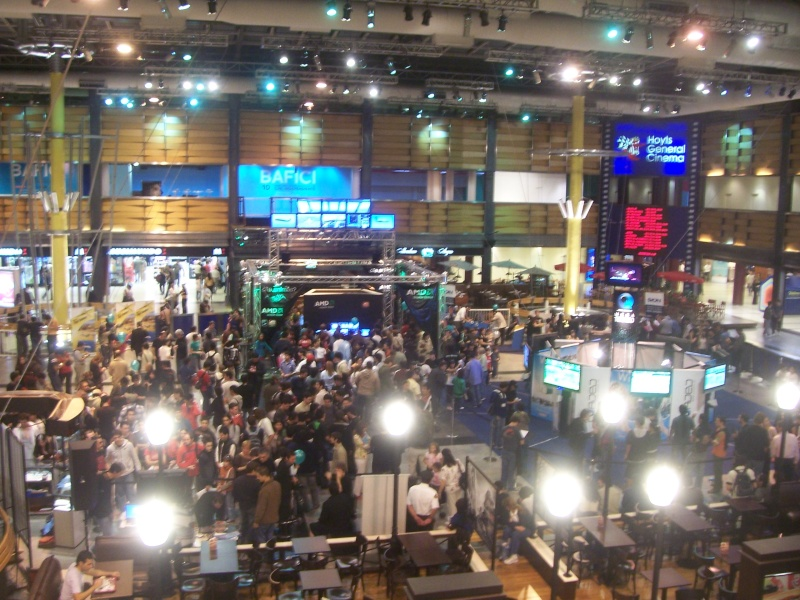
MegaTorneo Loaded.

El primer evento que organizó Loaded fue el MegaTorneo Loaded de Wii Sports Tennis en la Plaza El Zorzal, Abasto Shopping, el día 26 de abril de 2008. Allí se pudieron probar los nuevos productos de AMD.
También los usuarios del foro organizan salidas, pero sin involucrar a Loaded.
El segundo evento que organizó Loaded fue Cyberix, una "juntada gamer" en el teatro Vorterix los días 19 y 26 de septiembre de 2013. Allí mucha gente pudo probar el nuevo y tan esperado Grand Theft Auto V  también así como otros 50 juegos disponibles en más de las 80 consolas listas para jugar y como primicia a nivel nacional , se organizó el primer campeonato de Fifa 14.